# Mahmoud Benhalib
Mahmoud Benhalib (arab. ‏محمود بنحليب‎; ur. 23 marca 1996 w Casablance) – marokański piłkarz, grający na pozycji napastnika, w sezonie 2023/2024 zawodnik Renaissance Zemamra. 

## Kariera klubowa
W latach 2011–2015 grał w juniorskich zespołach Rai Casablanca.
W seniorskim zespole zadebiutował 31 października 2015 roku w meczu przeciwko Maghrebowi Fez, wygranym 3:0 (wcześniej siedział na ławce rezerwowych, ale nie wszedł). Wszedł na boisko w 67. minucie, a w 83. strzelił gola. Pierwszą asystę zaliczył pod koniec sezonu 2015/2016. 29 maja w meczu przeciwko Hassanii Agadir, wygranym 5:1, Mahmoud Benhalib asystował przy bramce w 90. minucie. W swoim pierwszym sezonie rozegrał 15 meczów, strzelił 3 gole i raz asystował. W sezonie 2016/2017 zagrał w 23 ligowych spotkaniach, strzelił 6 goli i ośmiokrotnie asystował. Zdobył także Puchar Maroka. W tych rozgrywkach grał w każdym meczu. W sezonie 2017/2018 zagrał w 25 ligowych spotkaniach, strzelił 5 goli i tyle samo razy asystował. Został królem strzelców Afrykańskiego Pucharu Konfederacji w  tym sezonie. W 15 meczach strzelił 12 goli i miał 6 asyst. W sezonie 2018/2019 rozegrał 22 spotkania, 4 razy strzelił gola i raz asystował. Zdobył Afrykański Super Puchar. W sezonie 2019/2020 zagrał tylko 4 mecze ligowe z powodu kontuzji, ale jego drużyna została mistrzem kraju. Łącznie do 1 czerwca 2021 roku rozegrał 100 ligowych meczów, strzelił 22 bramki i tyle samo razy asystował.